# Karel Vacek (wielrenner)
Karel Vacek (Praag, 9 september 2000) is een Tsjechisch voormalig wielrenner.

## Carrière
In 2017 won hij een etappe en het jongerenklassement in de Grote Prijs Priessnitz spa. En werd tweede in Montichiari-Roncone achter Andrea Innocenti. Hetzelfde jaar werd hij 69e op het wereldkampioenschap voor junioren. In 2018 won hij de Trofeo Città di Loano, de 3e etappe in GP Priessnitz spa en de 1b en de 3e etappe in de Giro della Lunigiana. Hij werd ook nationaal kampioen tijdrijden en tweede in de wegrit bij de junioren. Op het EK en WK werd hij vijfde en twaalfde. In 2019 tekende hij een contract bij het Amerikaanse Hagens Berman Axeon. In 2020 werd hij 23e op het nationaal kampioenschap op de weg bij de beloften en stond hij onder contract bij het Italiaanse Team Colpack Ballan. In 2021 tekende hij een contract bij de World Tour-ploeg Team Qhubeka NextHash. Na het seizoen stopte de ploeg met bestaan en tekende bij het continentale Tirol KTM Cycling Team.
Hij reed in 2023 voor Team Corratec en in 2024 voor Burgos-BH. In 2025 besloot hij te stoppen als profwielrenner.

## Privéleven
Zijn broer Mathias Vacek werd ook een wielrenner.

## Erelijst
2017
- 3e etappe Grote Prijs Priessnitz spa
- Jongerenklassement Grote Prijs Priessnitz spa

2018
- Trofeo Città di Loano
- 3e etappe Grote Prijs Priessnitz spa
- 1b en 3e etappe Giro della Lunigiana
- Tsjechisch kampioen tijdrijden, junioren

2019
- 2e etappe Lidice, Jince

2022
- Burgenland-Rundfarth

## Resultaten in voornaamste wedstrijden
| Jaar | Ronde van Italië | Ronde van Frankrijk | Ronde van Spanje |
| ---- | ---------------- | ------------------- | ---------------- |
| 2021 |                  |                     |                  |
| 2022 |                  |                     |                  |
| 2023 | 84e              |                     |                  |

| Jaar | Ronde van Lombardije |
| ---- | -------------------- |
| 2021 | opgave               |
| 2022 |                      |
| 2023 |                      |

## Ploegen
- 2019 –  Hagens Berman Axeon
- 2020 –  Team Colpack Ballan
- 2021 –  Team Qhubeka NextHash
- 2022 –  Tirol KTM Cycling Team
- 2023 –  Team Corratec
- 2024 –  Burgos-BH vanaf 9/2

Armée · Aru · Barbero · Bennett · Brown · Campenaerts · Claeys · Clarke · Dlamini · Frankiny · Gogl · Hansen · Henao · Janse van Rensburg · Lindeman · Nizzolo  · Pelucchi · Power · Pozzovivo · Schmid · Stokbro · Sunderland · Tanfield · Vacek · Vinjebo · Walscheid · Wiśniowski
Amella · Baldaccini · Barać · Conti · Dalla Valle · Gandin · Iacchi · Konychev · Masotto · Murgano · Olivero · Ponomar (vanaf 10/8) · Quarterman · Quartucci · Stojnić · Stöckli · Tivani · Vacek · van Empel · Viviani · Zambelli · Darbellay (stagiair) · Debons (stagiair) · Tsarenko (stagiair)
Alleno · Álvarez · Angulo · Aparicio · Bol · Bouglas · Chumil · Delgado · Díaz · Ezquerra · Fagundez · Fernandez · Franco · Fuentes · Gate · Jackson · Langellotti · Mora · Okamika · Pelegrí · Sainbayar · Vacek · Bennassar (stagiair) · Cabedo (stagiair) · Rey (stagiair)